# Otygen Corona
Otygen Corona est une corona, formation géologique en forme de couronne, située sur la planète Vénus par -57° S et 30,5° E. Elle est localisée dans le quadrangle de Lada Terra. Elle a été nommée en référence à Otygen, mère de la Terre chez les Mongols. 

## Géographie et géologie
Otygen Corona couvre une surface circulaire d'environ 400 km de diamètre. Cette formation fait partie des 59 coronae de plus de 400 km de diamètre sur la surface de Vénus.